# Мори, Масако
Масако Мори (яп. 森 昌子 Мори Масако, настоящее имя — Масако Морита; род. 13 октября 1958) — японский идол, певица в жанре энка и актриса.
Дебютировала в 1972 году с песней «Sensei», за которую была отмечена рядом престижных премий.
В 1973 году выступала в составе «хитового девичьего трио» вместе с Момоэ Ямагути и Дзюнко Сакурадой, которое стало очень популярным благодаря участию в шоу талантов «Звезда родилась!» (яп. スター誕生!) на Nippon Television. Они были известны как «трио учениц третьего класса средней школы» («Hana no Chu 3 Trio»).
Ушла со сцены, когда вышла замуж за Синъити Мори в 1986 году, но в 2006 вернулась с синглом «Barairo no Mirai».
Масако Мори также играла в нескольких японских фильмах и телесериалах.
Старший сын Такахиро — вокалист рок-группы ONE OK ROCK, средний сын Томохиро работает на TV Tokyo, а младший сын Хироки — вокалист группы My First Story.